# 41e cérémonie des Daytime Emmy Awards
La 41e cérémonie annuelle des Daytime Emmy Awards, organisée par l'Academy of Television Arts and Sciences et qui récompense le meilleur des programmes de journée a eu lieu le 22 juin 2014 à l'Hôtel Hilton de Beverly Hills en Californie. Pour la première fois elle a été diffusée seulement en ligne.

## Cérémonie
Les nominations pour la 41e cérémonie annuelle des Daytime Emmy Awards ont été annoncées en direct le 1er mai 2014.

## Palmarès
Note : Les lauréats sont indiqués ci-dessous en premier de chaque catégorie et en gras.

### Programmes
- Meilleure série télévisée dramatique
  - Amour, Gloire et Beauté
  - Des jours et des vies
  - On ne vit qu'une fois
  - Les Feux de l'amour
- Meilleur jeu télévisé
  - The American Bible Challenge
  - The Chase
  - Jeopardy!
  - Let's Make a Deal
  - The Price Is Right
  - Wheel of Fortune
- Meilleur programme culinaire
  - A Moveable Feast with Fine Cooking
  - Beer Geeks
  - Bobby Flay's Barbecue Addiction
  - Giada at Home
  - The Mind of a Chef
  - My Grandmother's Ravioli
- Meilleur programme matinal
  - CBS News Sunday Morning
  - CBS This Morning
  - Good Morning America
  - The Today Show
- Meilleur débat télévisé d'information
  - The Chew
  - The Dr. Oz Show
  - Dr. Phil
  - Steve Harvey
- Meilleur débat télévisé de divertissement
  - The Ellen DeGeneres Show
  - Live! with Kelly
  - The Rachael Ray Show
  - The Talk
  - The View
- Meilleure émission sur le quotidien
  - Capture with Mark Seliger
  - Home & Family
  - Hooked Up with Tom Colicchio
  - Martha
  - My Generation
  - This Ole House
- Meilleur programme animé
  - Dan Vs.
  - Peter Rabbit
  - Star Wars: The Clone Wars
  - Transformers: Prime Beast Hunters
- Meilleure nouvelle approche pour une série télévisée dramatique
  - DeVanity
  - Tainted Dreams
  - The Power Inside
  - Venice: The Series

### Performances
- Meilleur acteur dans une série télévisée dramatique
  - Peter Bergman pour le rôle de Jack Abbott dans Les Feux de l'amour
  - Doug Davidson pour le rôle de Paul Williams dans Les Feux de l'amour
  - Christian LeBlanc pour le rôle de Michael Baldwin dans Les Feux de l'amour
  - Billy Miller pour le rôle de Billy Abbott dans Les Feux de l'amour
  - Jason Thompson pour le rôle de Patrick Drake dans Hôpital central
- Meilleure actrice dans une série télévisée dramatique
  - Eileen Davidson pour le rôle de Kristen DiMerra dans Des jours et des vies
  - Katherine Kelly Lang pour le rôle de Brooke Logan dans Amour, Gloire et Beauté
  - Heather Tom pour le rôle de Katie Logan dans Amour, Gloire et Beauté
  - Arianne Zucker pour le rôle de Nicole Walker dans Des jours et des vies
- Meilleur acteur dans un second rôle dans une série télévisée dramatique
  - Bradford Anderson pour le rôle de Damian Spinelli dans Hôpital central
  - Steve Burton pour le rôle de Dylan McAvoy dans Les Feux de l'amour
  - Scott Clifton pour le rôle de Liam Spencer dans Amour, Gloire et Beauté
  - Eric Martsolf (en) pour le rôle de Brady Black dans Des jours et des vies
  - Dominic Zamprogna pour le rôle de Dante Falconeri dans Hôpital central
- Meilleure actrice dans un second rôle dans une série dramatique
  - Melissa Claire Egan pour le rôle de Chelsea Newman dans Les Feux de l'amour
  - Jane Elliot pour le rôle de Tracy Quartermaine dans Hôpital central
  - Amelia Heinle pour le rôle de Victoria Newman dans Les Feux de l'amour
  - Elizabeth Hendrickson pour le rôle de Chloe Mitchell dans Les Feux de l'amour
  - Kelly Sullivan pour le rôle de Kate Howard dans Hôpital central
- Meilleur jeune acteur dans une série télévisée dramatique
  - Bryan Craig pour le rôle de Morgan Corinthos dans Hôpital central
  - Chad Duell pour le rôle de Michael Corinthos dans Hôpital central
  - Max Ehrich pour le rôle de Lauren Fenmore Baldwin dans Les Feux de l'amour
  - Chandler Massey pour le rôle de Will Horton dans Des jours et des vies
  - Daniel Polo pour le rôle de Jamie Vernon dans Les Feux de l'amour
- Meilleure jeune actrice dans une série télévisée dramatique
  - Kristen Alderson pour le rôle de Starr Manning dans Hôpital central
  - Linsey Godfrey pour le rôle de Caroline Spencer Forrester dans Amour, Gloire et Beauté
  - Hunter King pour le rôle de Summer Newman dans Les Feux de l'amour
  - Kimberly Matula pour le rôle de Hope Logan dans Amour, Gloire et Beauté
  - Kelley Missal pour le rôle de Danielle Manning dans Des jours et des vies
- Meilleur interprète dans un programme animé
  - Ashley Tisdale pour le rôle de Sabrina Spellman dans Sabrina, l'apprentie sorcière
  - Alan Cumming pour le rôle de Sebastian Winkleplotz dans Arthur
- Meilleur présentateur de jeu télévisé
  - Wayne Brady pour Let's Make a Deal
  - Jeff Foxworthy pour The American Bible Challenge
  - Steve Harvey pour Family Feud
  - Todd Newton pour Family Game Night (en)
- Meilleur présentateur de débat télévisé
  - Julie Chen, Sara Gilbert, Sharon Osbourne, Sheryl Underwood et Aisha Tyler pour The Talk
  - Katie Couric pour Katie
  - Whoopi Goldberg, Sherri Shepherd, Barbara Walters et Jenny McCarthy pour The View
  - Mehmet Oz pour The Dr. Oz Show
  - Rachael Ray pour Rachael Ray
- Meilleur présentateur d'émission culinaire
  - April Bloomfield et Sean Brock pour The Mind of a Chef
  - Bobby Flay pour Bobby Flay's Barbecue Addiction
  - Giada de Laurentiis pour Giada at Home
  - Rachael Ray pour Rachael Ray's Week in a Day

### Réalisation
- Meilleure réalisation pour une série télévisée dramatique
  - Amour, Gloire et Beauté
  - Des jours et des vies
  - Les Feux de l'amour

### Scénario
- Meilleur scénario pour une série télévisée dramatique
  - Amour, Gloire et Beauté
  - Des jours et des vies
  - Les Feux de l'amour